# 本多成重
本多成重（日语：／ Honda Narishige，1572年—1647年7月25日）是日本安土桃山時代至江戶時代初期的武將、大名。越前丸岡藩初代藩主。德川氏家臣。父親是本多重次。通稱丹下、次郎大夫。

## 生平
在元龜3年（1572年）出生，家中長男。父親重次是德川氏家臣。幼名仙千代。父親重次在天正3年（1575年）的長篠之戰陣中向妻子送出的著名書狀「一筆啓上　小心火災　別讓仙哭泣　養肥馬匹」（一筆啓上　火の用心　お仙泣かすな　馬肥やせ），其中的仙就是指成重。
仕於德川氏，慶長7年（1602年），加増近江國蒲生郡內2千石，總共領有5千石。慶長18年（1613年），成為松平忠直的付家老，領有丸岡4萬石，與從兄弟本多富正一同輔助年輕的忠直。在大坂之陣中立下武功。慶長20年（1615年）閏6月19日，被任命為從五位下飛驒守。
元和9年（1623年）2月，在忠直被改易時，一時間被召返江戶幕府。寬永元年（1624年），被立為越前丸岡4萬6千3百石的譜代大名。為了加強藩政的基礎，著力建設城下町和治水工事等。在正保3年（1646年）5月19日隱居，繼承人是長男重能。次男重看分得知行3千石，三男重良成為3千石旗本，四男重方成為松平忠昌的家老。
在正保4年（1647年）6月23日死去。76歲。墓所在福井縣坂井市丸岡町的本光院。